# جورجیو رومینانی
جورجیو رومینانی (انگلیسی: Giorgio Rumignani؛ زادهٔ ۶ دسامبر ۱۹۳۹) بازیکن فوتبال اهل ایتالیا است.
از باشگاه‌هایی که در آن بازی کرده‌است می‌توان به باشگاه فوتبال کوزنتسا کالچو، باشگاه فوتبال روبور سیه‌نا، باشگاه فوتبال اتلتیکو آرتزو، و باشگاه فوتبال پیزا اشاره کرد.